# بي 15 تيرميت
بي 15 تيرميت (بالروسية: П-15 "Термит"، ويعني "النملة البيضاء") هو صاروخ مضاد للسفن تم تطويره في خمسينيات القرن العشرين من قبل مكتب تصميم رادوغا في الاتحاد السوفيتي. حمل التصنيف العسكري 4K40، وعرّفه حلف الناتو بالاسم الرمزي Styx أو SS-N-2. حصلت الصين على تصميم هذا الصاروخ عام 1958، وطوّرت منه ما لا يقل عن أربع نسخ مختلفة:
- نسخة CSS-N-1 سكراب برش ونسخة CSS-N-2 صُممتا للإطلاق من السفن.
- نسخة CSS-C-2 سيلكوورم ونسخة CSS-C-3 سيرساكر للدفاع الساحلي.

توجد أيضًا تسميات أخرى لهذا النوع الأساسي من الصواريخ، منها:HY-1، SY-1، وFL-1 Flying Dragon
وتجدر الإشارة إلى أن التسميات الصينية غالبًا ما تختلف بين النسخ المحلية ونسخ التصدير، حتى وإن كانت المعدات متماثلة من حيث التصميم، كما طورت كوريا الشمالية نسخة محلية تُعرف باسم KN-1 أو KN-01، مشتقة من نسخ سيلكوورم الصينية ومن النسخ السوفيتية P-15، Rubezh، P-20، وP-22.
ورغم الحجم الكبير لهذا الصاروخ، فقد صُنِع منه الآلاف وتم تركيبه على العديد من أنواع السفن، بدءًا من زوارق الطوربيد ووصولًا إلى المدمرات، إلى جانب استخدامه في بطاريات الدفاع الساحلي والطائرات القاذفة (في النسخ الصينية).

## المنشأ
لم يكن الصاروخ بي 15 تيرميت أول صاروخ مضاد للسفن يدخل الخدمة في الاتحاد السوفيتي؛ بل يُنسب هذا السبق إلى الصاروخ SS-N-1 سكرابر، بالإضافة إلى الصاروخ الجوي AS-1 Kennel الذي يُطلق من الطائرات.
كان نظام SS-N-1 قويًا لكنه بدائيًّا إلى حدٍّ ما، وسرعان ما تم استبداله بالصاروخ الأحدث SS-N-3 شادوك. وقد جُهّز هذا الأخير على الطرادات من فئة كيندا التي يبلغ وزنها 4,000 طن، ليحلّ محل خطة أولية كانت تهدف لبناء طرادات قتالية بوزن 30,000 طن ومزودة بمدافع عيار 305 ملم (12.0 إنش) و45 ملم (1.8 إنش).
وبدلًا من الاعتماد على عدد محدود من السفن الثقيلة والمكلفة، تم تطوير نظام تسليحي جديد يمكن تركيبه على سفن أصغر وأكثر عددًا، مع الحفاظ على قوة نيرانية كافية. وقد تم تطوير صاروخ بي 15 تيرميت على يد المصمم السوفيتي بيريسينياك، الذي ساهم سابقًا في تطوير طائرة الاعتراض الصاروخية بي آي-1.

## النسخ

### روسيا
بلغ عدد نماذج عائلة P-15 تيرميت الصاروخية الأنواع التالية:
- P-15: النسخة الأساسية (تُعرف بـ SS-N-2A)، تعمل على نطاق التردد I-band، مزودة بحساس بحث مخروطي، ويبلغ مداها 40 كيلومترًا (25 ميلًا).
- P-15M: تُعرف أيضًا بـ SS-N-2C، أثقل وأطول من النسخة الأصلية، بمدى يصل إلى 80 كيلومترًا (50 ميلًا)، مع تحسينات طفيفة.
- P-15MC: في الأساس نسخة P-15M مزودة بحزمة تدابير إلكترونية مضادة من صناعة بلغارية لصالح البحرية البلغارية.
- P-20: نسخة مطوّرة من P-15 مزودة بنظام توجيه جديد، لكن بمدى أقصر مماثل للأصلي. يُعتقد أنها كانت تُعرف باسم SS-N-2B واستخدمت على زوارق كومار وأوسا.
- P-20K: نسخة P-15M مزودة أيضًا بنظام توجيه جديد.
- P-20M: نسخة سطحية من P-20L مزودة بأجنحة قابلة للطي، وتُعتبر النسخة النهائية من P-15M ذات توجيه راداري.
- P-22: تطوير آخر ضمن خط P-20، وتشمل نسخًا مثل P-21 وP-27.
- 4K51 Rubezh و4K40: أنظمة صواريخ ذاتية الدفع تستخدم نسخ P-20 وP-22، وتُعرف لدى الناتو باسم SS-N-2C SSC-3 Styx.

### جمهورية الصين الشعبية
انظر المقال الرئيسي: صاروخ سيلكوورم.

### كوريا الشمالية
- KN-1 أو KN-01 (اسم كوري محلي: Geum Seong-1 / 금성-1호) وهو صاروخ محلي الصنع مشتق من نسخ سيلكوورم الصينية وP-15 تيرميت الروسية، بالإضافة إلى نسخ Rubezh وP-20 وP-22.

### العراق
في عام 1989، وخلال معرض بغداد الدولي للإنتاج العسكري، كشفت العراق عن سلسلة من صواريخ الدفاع الساحلي تحت اسم فاو (Faw)، والتي يُرجح أنها طُوّرت بمساعدة تقنية من يوغوسلافيا، وبعض الدعم من مصر والصين والاتحاد السوفيتي:
- فاو-70: نسخة محلية الصنع من صوخي P-20 أو P-21، تحمل رأسًا حربيًا بوزن 513 كغم (1,131 رطل)، ويبلغ مداها من 5.4 كيلومتر (3.4 ميل) إلى 70 كيلومترًا (43 ميلًا). يُوجه الصاروخ آليًا في منتصف المسار، بينما يُستخدم رادار نشط بتردد I-band أو باحث بالأشعة تحت الحمراء في المرحلة النهائية حسب نوع الرأس التوجيهي.
- فاو-150: نسخة محسّنة من فاو-70، بطول معزز من 6.5 متر (21 قدم) إلى 7.4 متر (24 قدم)، وخزانات وقود أكبر تتيح مدى يصل إلى 150 كيلومترًا (93 ميلًا).
- فاو-200: نسخة أخرى محسنة بمدى موسّع، طولها 8 أمتار (26 قدمًا)، ومدى أقصى يصل إلى 200 كيلومتر (120 ميلًا).

بعد حرب الخليج عام 1991، ظلّت صواريخ فاو في الخدمة لدى القوات المسلحة العراقية، على الرغم من أنها أصبحت متقادمة إلى حد كبير قبل الغزو الأمريكي للعراق عام 2003.